# Репатријација
Репатријација је акт добровољног повратка у земљу рођења из земље избеглиштва. То је очекивани и жељени резултат пружених услуга у случају многих избеглица, ратних затвореника и расељених лица јер се особа враћа у блиску културу и познату мрежу социјалних односа.
Репатријација је термин који се користи и за повратак у домовину ратних заробљеника, лица која се депортују због илегалне имиграције или су из неког другог разлога била држана у страној земљи.